# Jolly (1776-1839)
Pour les articles homonymes, voir Jolly.
Jolly (parfois écrit Joly ; né Adrien Jean Baptiste Muffat le 20 octobre 1776 au Château du Raincy et mort le 28 octobre 1839 à Lormes, lieudit Grand-Pré) est un acteur de théâtre, graveur et librettiste français.

## Biographie
Né sur les domaines de Louis-Philippe d'Orléans, Adrien Jean Baptiste Muffat s'enrôle très jeune dans la cavalerie, mais est réformé à la suite d'une blessure. Il se place ensuite chez un marchand d'estampes. Il exécute des centaines d'illustrations pour des recueils publiés essentiellement chez Martinet, rue du Coq (Paris) et qu'il signe parfois « Adrien Joly ».
Il débute en 1802 au Théâtre Molière sous le nom de Joly (écrit aussi « Joli » ou « Jolly »). Il est cité dans des distributions au Théâtre du Marais, aux Délassements Comiques, aux Variétés-Montansier (1804), au Vaudeville (1808-1824) et aux Nouveautés (1825-29).
En 1812, il épouse Anne-Alexandrine Dherbez, dite Saint-Aubin, une actrice de l'Opéra-Comique.
La Bibliothèque nationale de France possède un recueil de 26 dessins représentant l'acteur Jolly signés Carle Vernet, Étienne Bouchardy et Anne-Louis Girodet.

## Œuvre

### Comédien
- Le Procès du fandango de Barré, Jean-Baptiste Radet et Desfontaines, théâtre du Vaudeville (1809)
- Lantara, ou Le peintre au cabaret de Barré, Radet, Desfontaines et Louis-Benoît Picard, théâtre du Vaudeville (2 octobre 1809)
- Les Deux Edmond de Barré, Radet et Desfontaines (1811)
- Le Mariage extravagant de Désaugiers (1812)
- Gaspard l'avisé de Barré, Radet et Desfontaines, Théâtre du Vaudeville, (27 octobre 1812)

### Gravures
- Plaisir, coiffeur de la rue de Richelieu (1813)

### Librettiste
- L'Ivrogne tout seul ou J'ai ma cachette, vaudeville en un acte de Brazier (1812)
- Paris et Londres, comédie imitée de l'anglais, en quatre tableaux d'Armand d'Artois (1827)

### Ouvrages illustrés
- Les Petits Acteurs du grand théâtre ou Recueil de divers cris de Paris, 62 planches coloriées, Paris, Martinet, 1810
- Arts, métiers et cris de Paris, Paris, Martinet, s.d. (1815 ?)
- Petite galerie dramatique ou Recueil de différents costumes d'acteurs des théâtres de la capitale, Paris, Martinet, 1816